# Golczewo II
Golczewo II – dawna gromada, czyli najmniejsza jednostka podziału terytorialnego Polskiej Rzeczypospolitej Ludowej w latach 1954–1972.
Gromady, z gromadzkimi radami narodowymi (GRN) jako organami władzy najniższego stopnia na wsi, funkcjonowały od reformy reorganizującej administrację wiejską przeprowadzonej jesienią 1954 do momentu ich zniesienia z dniem 1 stycznia 1973, tym samym wypierając organizację gminną w latach 1954–1972.
Gromadę Golczewo II z siedzibą GRN w Golczewie (wówczas wsi, nie wchodzącej w skład gromady Golczewo II, lecz gromady Golczewo I) utworzono – jako jedną z 8759 gromad na obszarze Polski – w powiecie kamieńskim w woj. szczecińskim na mocy uchwały nr V/45/54 WRN w Szczecinie z dnia 5 października 1954. W skład jednostki weszły obszary dotychczasowych gromad Drzewica, Kłęby, Kłodzino, Samlino i Upadły ze zniesionej gminy Golczewo oraz obszary dotychczasowych gromad Gadom i Niemica ze zniesionej gminy Wysoka Kamieńska w tymże powiecie. Dla gromady ustalono 19 członków gromadzkiej rady narodowej.
31 grudnia 1959 do gromady Golczewo II włączono miejscowości Mechowo, Zielonka, Gacko, Międzylesie i Wołowiec ze zniesionej gromady Mechowo w tymże powiecie, po czym gromadę Golczewo II zniesiono, włączając jej obszar do nowo utworzonej gromady Golczewo tamże.